# Árvore genealógica dos reis de Portugal
Aqui encontrará as árvores genealógicas das famílias reais portuguesas, uma imagem por cada dinastia.

## Árvore genealógica
- Afonso Henriques (1109-1185)
  -  Sancho I de Portugal (1154-1211)
    -  Afonso II de Portugal (1185-1223)
      -  Sancho II de Portugal (1209-1248)
      -  Afonso III de Portugal (1210-1279)
        -  Dinis I de Portugal (1261-1325)
          -  Afonso IV de Portugal (1291-1357)
            -  Pedro I de Portugal (1320-1367)
              -  Fernando I de Portugal (1345-1383)
              -  João I de Portugal (1357-1433)
                -  Duarte I de Portugal (1391-1438)
                  -  Afonso V de Portugal (1432-1481)
                    -  João II de Portugal (1455-1495)

                  - Fernando de Portugal, Duque de Viseu (1433-1470)
                    -  Manuel I de Portugal (1469-1521)
                      -  João III de Portugal (1502-1557)
                        - João Manuel, Príncipe de Portugal (1537-1554)
                          -  Sebastião I de Portugal (1554-1578)

                      -  Afonso de Portugal (1509–1540)
                      -   Henrique I de Portugal (1512-1580)
                      - Duarte de Portugal, 4.º Duque de Guimarães (1515-1540)
                        - Catarina de Portugal, Duquesa de Bragança (1540-1614)
                          - Teodósio II, Duque de Bragança (1568-1630)
                            -  João IV de Portugal (1604-1656)
                              -  Afonso VI de Portugal (1643-1683)
                              -  Pedro II de Portugal (1648-1706)
                                -  João V de Portugal (1689-1750)
                                  -  José I de Portugal (1714-1777)
                                  -  Pedro III de Portugal (1717-1786)
                                    -  João VI de Portugal (1767-1826)
                                      -  Pedro I Brasil & IV Portugal (1798-1834)
                                        -  Maria II de Portugal (1819-1853)
                                          -  Pedro V de Portugal (1837-1861)
                                          -  Luís I de Portugal (1838-1889)
                                            -  Carlos I de Portugal (1863-1908)
                                              - Luís Filipe, Príncipe Real de Portugal (1887-1908)
                                              -  Manuel II de Portugal (1889-1932)

                                      -  Miguel I de Portugal (1802-1866)
                                        - Miguel Januário de Bragança (1853-1927)
                                          - Duarte Nuno de Bragança (1907-1976)
                                            - Duarte Pio de Bragança (n. 1945)
                                              - Afonso de Santa Maria de Bragança (n. 1996)

## Primeira Dinastia (de Borgonha ouAfonsina)
Nota: Na língua Portuguesa deve dizer-se sempre coroa "de Leão e Castela" (e não "de Castela e Leão") já que a coroa de Leão (coroa "Asturo-Leonense") é muito mais antiga que a própria existência do reino de Castela e portanto deve manter a precedência no nome.

## Terceira Dinastia (Filipina, de Habsburgo ou de Áustria)
D. Filipe I de Portugal 1580-1598
D. Filipe II de Portugal 1598-1621
D. Filipe III de Portugal 1621-1640